# Brasão de Pelotas

Brasão de Pelotas.

O Brasão de Pelotas é um símbolo da cidade de Pelotas, município do estado do Rio Grande do Sul.
Em comemoração aos 150 anos da cidade de Pelotas, em 1961, a prefeitura realizou um concurso para eleger um brasão para o município. O trabalho vencedor foi o proposto por Artur Henrique Foerstnow, tornando-se símbolo oficial de acordo com o decreto nº. 427, de 30 de dezembro de 1961. Sofreu leves alterações em seu desenho original trinta anos depois, em 1991, a pedido do próprio autor. O então prefeito João Carlos Gastal ordenou que Artur também criasse a bandeira da cidade utilizando o brasão, que também foi admitida como símbolo oficial pela lei nº. 1.119 de 1962.
Em seu desenho, possui referência a pontos importantes da história da cidade, como a espiga de arroz (principal fonte da economia regional na época); um indígena remando uma pelota (embarcação que deu nome à cidade); um boi (referência às charqueadas); o Obelisco de Pelotas (símbolo republicano); a Cruz de Malta (homenagem à imigração portuguesa); e a rosa em conjunto com as iniciais SFDPC (referência à Ordem de São Francisco de Paula, padroeiro da cidade).